# Suc-et-Sentenac

Suc-et-Sentenac este o comună în departamentul Ariège din sudul Franței. În 1 ianuarie 2018 avea o populație de 55 de locuitori.